# سارة ليفي تاناي
سارة ليفي تاناي (بالعبرية: שרה לוי - תנאי) (مواليد 1910 - وفيات 3 أكتوبر 2005) مصممة رقصات وكاتبة غنائية إسرائيلية. كانت المؤسسة والمديرة الفنية لمسرح إنبال للرقص والحائز على جائزة إسرائيل في الرقص.

## روابط خارجية
- سارة ليفي تاناي على موقع ميوزك برينز (الإنجليزية)
- سارة ليفي تاناي على موقع ميوزك برينز (الإنجليزية)